# Ханс Якоб фон Зикинген
Ханс Якоб фон Зикинген (на немски: Hans Jacob von Sickingen; Johann Jakob von Sickingen zu Hohenburg; * 25 ноември 1571; † 1611 в Ебнет във Фрайбург) е благородник от стария благороднически род фон Зикинген-Хоенбург от Крайхгау в Баден-Вюртемберг.
Той е син на Фридрих фон Зикинген, господар на Хоенбург (* 24 септември 1544; † 10 май 1581) и съпругата му Анна Шневли фон Ландек, наследничка на Ебнет, Витентал, Визнек (* ок. 1549; † 16 август 1604), дъщеря на Йохан Якоб фон Шневли фон Ландек-Визнек († 25 юли 1561) и Доротея фон Райшах († 3 септември 1595). Внук е на Франц Конрад фон Зикинген (* 1511/1514; † април 1574), маршал на Курфюрство Пфалц, императорски дворцов и военен съветник, и Мария Луция фон Андлау (* 9 януари 1514; † 28 април 1547, Амберг). Правнук е на Франц фон Зикинген (1481 – 1523).
Той има една сестра Маргарета фон Зикинген († 18 декември 1622), омъжена 1594 г. за Йохан Кристоф фон Щадион (* 27 ноември 1563; † 19 януари 1629).
Ханс Якоб фон Зикинген умира на 39 години през 1611 г.

## Фамилия
Ханс Якоб фон Зикинген се жени за Сузана фон Райнах († 1 март 1637, Инцлинген), дъщеря на Егмунд фон Райнах и Маргаретхе цу Рейн. Те имат три деца:
- Франц Фридрих фон Зикинген-Хоенбург (* 1606, Фрайбург; † 1659), женен на 8 април 1638 г. в Зинцлинген за Мария Естер фон Ощайн (* в Ензисхайм; † 7 май 1690, Фрайбург); родители на:
  - Франц Фердинанд фон Зикинген-Хоенбург (* 20 октомври 1638, Фрайбург; † 12 октомври 1687, Ебнет), фрайхер, женен на 4 декември 1666 г. за фрайин Мария Франциска Кемерер фон Вормс-Далберг (* 1648; † 19 януари 1697, Фрайбург), дъщеря на Волфганг Хартман Кемерер фон Вормс-Далберг († 1654)
- Доротея фон Зикинген (* 7 декември 1608), омъжена за Йохан Рудолф Райх фон Райхенщайн
- Мария Магдалена фон Зикинген (* 19 февруар 1611, Фрайбург; † 3 декември 1660, Бодман), омъжена за Ханс Адам фон Бодман-Каргег и Фройдентал (* 1606; † 4 април 1678, Бодман); родители на:
  - Йоханес Волфганг фон Бодман (* 19 януари 1651 в Бодман; † 29 септември 1691), от 1686 г. (помощник) вай-епископ на Констанц и титулар-епископ на Дарданус.